# Circonscription de la Corinthie
La circonscription de la Corinthie (en grec Εκλογική περιφέρεια Κορινθίας) est une circonscription législative de la Grèce. Elle correspond au territoire du nome de Corinthie (el). Elle compte 140 478 électeurs inscrits en janvier 2015.

Situation de la circonscription de la Corinthie

## Élections législatives de mai 2012

### Résultats
La circonscription de la Corinthie élit quatre députés en mai 2012. Les élections ont lieu au scrutin proportionnel plurinominal avec prime majoritaire et un seuil de représentation de 3 % des suffrages exprimés au niveau national.
96 462 électeurs se sont exprimés sur 140 898 inscrits, soit un taux de participation de 68,46 %. Parmi les vingt-quatre listes candidates, trois listes obtiennent au moins un siège dans la circonscription.
| Rang | Liste                              | Nombre de voix | Pourcentage des voix | Nombre de sièges |
| ---- | ---------------------------------- | -------------- | -------------------- | ---------------- |
| 1    | Nouvelle Démocratie                | +20 021,       | 21,22 %              | 2                |
| 2    | Mouvement socialiste panhellénique | +14 558,       | 15,43 %              | 0                |
| 3    | SYRIZA                             | +13 857,       | 14,69 %              | 1                |
| 4    | Aube dorée                         | +11 312,       | 11,99 %              | 1                |
| 5    | Grecs indépendants                 | +08 706,       | 9,23 %               | 0                |
| 6    | Gauche démocrate                   | +05 209,       | 5,52 %               | 0                |
| 7    | Parti communiste de Grèce          | +04 225,       | 4,48 %               | 0                |

### Députés

#### Nouvelle Démocratie
La liste de la Nouvelle Démocratie est en tête et obtient deux sièges.
| Rang | Nom              | Nombre de voix |
| ---- | ---------------- | -------------- |
| 1    | Nikolaos Tagaras | +6 376,        |
| 2    | Christos Dimas   | +6 095,        |

#### SYRIZA
La liste de la SYRIZA est troisième et obtient un siège.
| Rang | Nom             | Nombre de voix |
| ---- | --------------- | -------------- |
| 1    | María Theleríti | +3 857,        |

#### Aube dorée
La liste d'Aube dorée est quatrième et obtient un siège.
| Rang | Nom                  | Nombre de voix |
| ---- | -------------------- | -------------- |
| 1    | Efstathios Boukouras | +5 198,        |

## Élections législatives de juin 2012

### Résultats
La circonscription de la Corinthie élit quatre députés en juin 2012. Les sièges sont répartis à l'issue d'un scrutin proportionnel plurinominal avec prime majoritaire entre les listes ayant obtenu au moins 3 % des suffrages exprimés au niveau national.
92 801 électeurs se sont exprimés sur 140 661 inscrits, soit un taux de participation de 65,97 %. Parmi les dix-huit listes candidates, deux listes obtiennent au moins un siège dans la circonscription.
| Rang | Liste                              | Nombre de voix | Pourcentage des voix | Nombre de sièges |
| ---- | ---------------------------------- | -------------- | -------------------- | ---------------- |
| 1    | Nouvelle Démocratie                | +28 516,       | 31,01 %              | 3                |
| 2    | SYRIZA                             | +22 693,       | 24,67 %              | 0                |
| 3    | Mouvement socialiste panhellénique | +13 071,       | 14,21 %              | 0                |
| 4    | Aube dorée                         | +09 189,       | 9,99 %               | 1                |
| 5    | Grecs indépendants                 | +06 355,       | 6,91 %               | 0                |
| 6    | Gauche démocrate                   | +05 031,       | 5,47 %               | 0                |
| 7    | Parti communiste de Grèce          | +01 994,       | 2,17 %               | 0                |

### Députés

#### Nouvelle Démocratie
La liste de la Nouvelle Démocratie est en tête et obtient trois sièges.
| Rang | Nom              |
| ---- | ---------------- |
| 1    | Nikolaos Tagaras |
| 2    | Christos Dimas   |
| 3    | Kostas Kollias   |

#### Aube dorée
La liste d'Aube dorée est quatrième et obtient un siège.
| Rang | Nom                  |
| ---- | -------------------- |
| 1    | Efstathios Boukouras |

## Élections législatives de janvier 2015

### Résultats
La circonscription de la Corinthie élit quatre députés en janvier 2015. Les sièges sont répartis à l'issue d'un scrutin proportionnel plurinominal avec prime majoritaire entre les listes ayant obtenu au moins 3 % des suffrages exprimés au niveau national.
93 634 électeurs se sont exprimés sur 140 478 inscrits, soit un taux de participation de 66,65 %. Parmi les dix-huit listes candidates, deux listes obtiennent au moins un siège dans la circonscription.
| Rang | Liste                              | Nombre de voix | Pourcentage des voix | Nombre de sièges |
| ---- | ---------------------------------- | -------------- | -------------------- | ---------------- |
| 1    | SYRIZA                             | +33 561,       | 36,77 %              | 3                |
| 2    | Nouvelle Démocratie                | +27 225,       | 29,83 %              | 1                |
| 3    | Aube dorée                         | +06 655,       | 7,29 %               | 0                |
| 4    | La Rivière                         | +05 038,       | 5,52 %               | 0                |
| 5    | Mouvement socialiste panhellénique | +04 180,       | 4,58 %               | 0                |
| 6    | Grecs indépendants                 | +03 770,       | 4,13 %               | 0                |
| 7    | Parti communiste de Grèce          | +02 696,       | 2,95 %               | 0                |

### Députés
La répartition des sièges au sein de chaque liste élue dépend du nombre de voix obtenues individuellement par chaque candidat, suivant le système du vote préférentiel. Dans la circonscription de la Corinthie, les listes peuvent comporter jusqu'à six candidats. Les électeurs peuvent exprimer un vote préférentiel pour un maximum de deux candidats sur la liste pour laquelle ils votent.

#### SYRIZA
La liste de la SYRIZA est en tête et obtient trois sièges.
| Rang | Nom                 | Nombre de voix |
| ---- | ------------------- | -------------- |
| 1    | Maria Theleriti     | +09 635,       |
| 2    | Georgios Psychogios | +09 143,       |
| 3    | Theofanis Kourembes | +09 089,       |

#### Nouvelle Démocratie
La liste de la Nouvelle Démocratie est deuxième et obtient un siège.
| Rang | Nom            | Nombre de voix |
| ---- | -------------- | -------------- |
| 1    | Christos Dimas | +11 959,       |